# 塔姆尔河

塔姆尔河

塔姆尔河（英語：River Tummel）是苏格兰珀斯-金羅斯的一条河流，为泰河的支流。從蘭諾克湖流出，最終匯入泰河，全長58英里（93）。